# Psychotria marchionica
Psychotria marchionica är en måreväxtart som beskrevs av Emmanuel Drake del Castillo. Psychotria marchionica ingår i släktet Psychotria och familjen måreväxter. Inga underarter finns listade i Catalogue of Life.